# Huo Yuanjia
Huo Yuanjia (em chinês: Pinyin: Hu  Yu nji ) (Tianjin,  18 de janeiro de 1867 - Xangai, 9 de agosto de 1910) foi um mestre chinês das artes marciais e co-fundador da Jing Wu Athletic Association, uma escola de artes marciais em Shanghai.

## Biografia
Sua história foi retratada no filme "Mestre das Armas" (Fearless, 2006) estrelado por Jet Li. No filme, Huo Yanjia era um garoto muito orgulhoso, que tinha a ambição de ser o melhor Lutador, ele era muito competitivo e por causa de sua ambição, tornou-se cego e impaciente.
Anos mais tarde, um de seus alunos foi espancado por mestre Kim, um grande mestre de sua cidade, o único contra o qual ainda não tinha lutado e vencido.
Para defender a honra do seu aluno, provocou uma luta selvagem que acabou na morte de seu oponente.
Ao retornar a sua residência, ele vê sua mãe e sua única filha mortas. Enfurecido, ele se dirige até o velório de mestre Kim. Ao entrar no local, encontra a esposa, a filha e o sobrinho de Kim, que revela ter assassinado sua família por vingança, e logo em seguida corta sua própria garganta.
Após esse episódio, seu discípulo confessou ter ofendido o mestre, como consequência ter se ferido ao enfrentar mestre Kim.
Se sentindo muito culpado, Huo passou vários anos vagando sem rumo, se lamentando por seus atos e por sua impulsividade. Após cair desmaiado por exaustão em um lago, é resgatado por camponeses plantadores de arroz e recebe cuidados de uma mulher cega. Vivendo com aquela comunidade aos poucos reaprendeu a dar valor à vida. Então decide regressar a sua cidade para tentar consertar seus erros. Pediu desculpas à viúva do mestre Kim e prestou suas homenagens ao falecido, depois reatou sua amizade com amigo de infância que várias vezes o auxiliou.
Ao retornar, percebeu que a China estava sendo dominada por estrangeiros, e soube que os chineses estavam sendo rotulados como "os doentes do leste" e a auto-estima dos chineses estava cada vez mais baixa, levando a uma séria crise de identidade.
Huo desafiou um lutador "brutamontes" americano que ja havia vencido vários lutadores chineses e desfazia-se deles publicamente. Venceu-o de maneira civilizada, poupando o adversário várias vezes, ganhando também a admiração do americano, e assim levantou o moral dos chineses, criando uma associação que integra todos os estilos de Wushu.
Após esse episódios, foi desafiado por um político japonês a lutar contra quatro lutadores de quatro países diferentes, pois se fosse derrotado a China perderia novamente sua moral.
Huo venceu os três primeiros: um boxeador, um soldado armado com uma lança e um espadachim. O último era Tanaka, um lutador japonês de Kenjutsu e Karatê, que admirava Huo e tinha por ele amizade. Na luta, ao fazer uma pausa para descanso, Huo é envenenado. Ao retornar à luta, Huo já se sente debilitado pelo veneno. Tanaka pede para que a luta se encerre, pois ainda podia procurar um médico e se salvar. Porém, Huo recusou-se a encerrar a luta e a salvar a sua vida, dizendo que quem importava realmente era a China e não ele. Em um momento da luta, Huo aplica um poderoso golpe (toque da morte), o mesmo golpe que tirou a vida de mestre Kim, mas quando o golpe ia atingir Tanaka, Huo interrompe seu próprio golpe e tomba agonizando. A vitória seria dada a Tanaka, mas, sendo ele honrado e reconhecendo a verdade, levantou Huo e declarou que este tinha vencido a luta. Assim, Huo lutou contra quatro adversários e restaurou a honra e integridade do povo chinês perante os demais países.
Sobre as causas da sua morte também existe muitas duvidas,segundo relatos de historiadores chineses publicados em 1957, Huo estava doente e insistiu em lutar mesmo assim, ele tinha problemas no coração desde criança, anos depois na revolução cultural chinesa surgiu uma teoria de que ele teria sido envenenado por um medico japonês, após ter sido encontrado em investigações dos restos mortais arsênio, porem arsênio era amplamente utilizado na cultura medicinal chinesa na época, Huo morreu 2 semanas após ter vencido o combate em um hospital em Xangai. 